# Lepidocephalichthys furcatus
Lepidocephalichthys furcatus är en fiskart som först beskrevs av De Beaufort, 1933.  Lepidocephalichthys furcatus ingår i släktet Lepidocephalichthys och familjen nissögefiskar. Inga underarter finns listade i Catalogue of Life.